# Fraser Gough
Pour les articles homonymes, voir Gough.
Fraser Gough, né le 9 février 1993, est un coureur cycliste néo-zélandais.

## Palmarès et classements mondiaux

### Palmarès sur route
- 2010
  - 2e du championnat de Nouvelle-Zélande sur route juniors
- 2011
  -  Champion de Nouvelle-Zélande sur route juniors
  - Queen's Birthday Tour :
    - Classement général
    - 1re étape
- 2012
  - Prologue du Hub Tour
  - 3e du championnat de Nouvelle-Zélande du contre-la-montre espoirs
- 2014
  -  Champion de Nouvelle-Zélande du contre-la-montre espoirs
  - 5e étape de la Battle on the Border
  - 3e étape du Tour de Southland
  - 3e du Lake Taupo Cycle Challenge
- 2015
  - Prologue du Tour de Southland (contre-la-montre par équipes)
  -  Médaillé d'argent du championnat d'Océanie sur route espoirs
  - 3e du championnat de Nouvelle-Zélande du contre-la-montre espoirs
- 2016
  - 2e étape du Hub Tour
  - 2e du Hub Tour

### Classements mondiaux
| Année            | 2015 | 2016   |
| ---------------- | ---- | ------ |
| UCI Oceania Tour | 32e  |        |
| UCI Europe Tour  |      | 1 760e |

## Palmarès sur piste

### Championnats du monde juniors
- Moscou 2011
  -  Médaillé de bronze de la poursuite par équipes juniors